# Juno Ridge
Juno Ridge ist  ein census-designated place (CDP) im Palm Beach County im US-Bundesstaat Florida. Das U.S. Census Bureau hat bei der Volkszählung 2020 eine Einwohnerzahl von 1.186 ermittelt.

## Geographie
Juno Ridge grenzt direkt an Palm Beach Gardens und liegt rund 15 km nördlich von West Palm Beach. Der CDP wird vom U.S. Highway 1 (SR A1A) tangiert.

## Demographische Daten
Laut der Volkszählung 2010 verteilten sich die damaligen 718 Einwohner auf 423 Haushalte. Die Bevölkerungsdichte lag bei 1795,0 Einw./km². 84,8 % der Bevölkerung bezeichneten sich als Weiße, 4,3 % als Afroamerikaner, 0,3 % als Indianer und 2,1 % als Asian Americans. 5,4 % gaben die Angehörigkeit zu einer anderen Ethnie und 3,1 % zu mehreren Ethnien an. 19,9 % der Bevölkerung bestand aus Hispanics oder Latinos.
Im Jahr 2010 lebten in 22,7 % aller Haushalte Kinder unter 18 Jahren sowie 9,8 % aller Haushalte Personen mit mindestens 65 Jahren. 40,2 % der Haushalte waren Familienhaushalte (bestehend aus verheirateten Paaren mit oder ohne Nachkommen bzw. einem Elternteil mit Nachkomme). Die durchschnittliche Größe eines Haushalts lag bei 1,96 Personen und die durchschnittliche Familiengröße bei 2,71 Personen.
19,7 % der Bevölkerung waren jünger als 20 Jahre, 38,9 % waren 20 bis 39 Jahre alt, 31,2 % waren 40 bis 59 Jahre alt und 10,3 % waren mindestens 60 Jahre alt. Das mittlere Alter betrug 34 Jahre. 59,2 % der Bevölkerung waren männlich und 40,8 % weiblich.
Das durchschnittliche Jahreseinkommen lag bei 31.929 $, dabei lebten 17,0 % der Bevölkerung unter der Armutsgrenze.
Im Jahr 2000 war englisch die Muttersprache von 92,51 % der Bevölkerung und spanisch sprachen 7,49 %.